# Sete irmãs
Sete Irmãs ou Sete Irmãs do Petróleo é o apelido dado às sete maiores companhias de petróleo transnacionais, que dominaram o mercado petrolífero internacional até os anos 1960.

## As companhias que formaram este Cartel eram
1. Royal Dutch Shell. Atualmente chamada simplesmente de Shell.
2. Anglo-Persian Oil Company (APOC). Mais tarde, British Petroleum Amoco, ou BP Amoco. Atualmente é conhecida pelas iniciais BP.
3. Standard Oil of New Jersey (Esso). Exxon, que se fundiu com a Mobil, atualmente, ExxonMobil.
4. Standard Oil of New York (Socony). Mais tarde, Mobil, que fundiu-se com a Exxon, formando a ExxonMobil.
5. Texaco. Posteriormente fundiu-se com a Chevron, formando a ChevronTexaco de 2001 até 2005, quando o nome da companhia voltou a ser apenas Texaco.
6. Standard Oil of California (Socal). Posteriormente formou a Chevron, que incoporou a Gulf Oil e posteriormente se fundiu com a Texaco.
7. Gulf Oil. Absorvida pela Chevron, posteriormente ChevronTexaco.

Assim, as sete irmãs tornaram-se apenas quatro: ExxonMobil, ChevronTexaco, Shell e BP.
As sete maiores companhias petrolíferas do mundo na atualidade são empresas nacionais estatais ou semiestatais, que competem entre si e com as demais companhias petrolíferas.

## Termo
O termo foi cunhado por Enrico Mattei, quando este era diretor da petrolífera italiana Agip-ENI. Mattei acusava o oligopólio formado pelas "sete irmãs" de criar um cartel para dominar o mercado petrolífero internacional. Mattei defendia o direito dos países petrolíferos da OPEP e outros possuidores de reservas petrolíferas de receberem 75% dos lucros do petróleo.

## História
Parte das empresas que compunham o cartel das sete irmãs foi formada pelas empresas americanas resultantes da fragmentação do monopólio da Standard Oil Company, provocada pela lei antitruste de Sherman, nos Estados Unidos.
As quatro empresas americanas (Esso, Texaco, Socony e Socal) resultantes do fim da Standard Oil, juntaram-se a Shell e a Amoco (atual BP) para controlarem o mercado petrolífero e impor baixos preços aos países produtores enquanto garantiam altas taxas de lucro. Até os dias de hoje estas empresas controlam setores importantes do refino e distribuição de produtos derivados de petróleo, apesar de terem perdido o controle sobre a maior parte das reservas petrolíferas mundiais que foram nacionalizadas pelos países petrolíferos (OPEP, México, Rússia).
O grupo das Sete irmãs fazia o possível para impedir que outras empresas entrassem no mercado petrolífero, dificultando o acesso de novas companhias às maiores reservas mundiais, como as do Oriente Médio. A reclamação de Enrico Mattei em relação a estas companhias deu-se muito diante do fato de que estas dividiam as reservas do Oriente Médio e impediam simultaneamente que novas companhias tivessem acesso a essas reservas, como impediam que os governos dos países da região as controlassem diretamente.
Foi somente quando os países produtores de petróleo começaram a tomar o controle sobre a produção e determinar os preços, a partir da formação da OPEP, em 1960, que o poder das "sete irmãs" passou a declinar.

## Acordo da linha vermelha

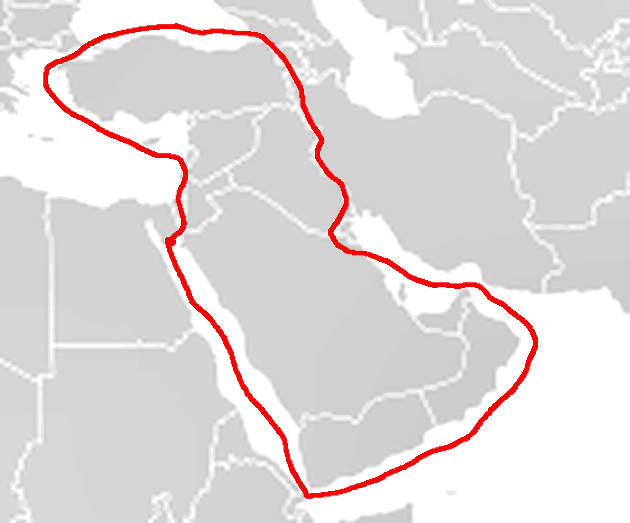
Representação aproximada do território compreendido sob acordo da linha vermelha.

O Acordo da Linha Vermelha  é o nome do acordo firmado entre os sócios da petroleira Turkish Petroleum Company (TPC) em 31 de julho de 1928. O objetivo do acordo era formalizar a estrutura corporativa da TPC e vincular a todos os sócios uma "cláusula de autodenegação" que proibia a qualquer de seus acionistas perseguir de forma independente interesses petrolíferos além do território otomano, assim criando um monopólio.

## Documentarios
- The Secret of the Seven Sisters. Al Jazeera English, 26 April 2013